# Resiniferatoxine
Resiniferatoxine ({\displaystyle {\ce {C37H40O9}}}) is een stof die voorkomt in de wolfsmelksoorten Euphorbia resinifera in Marokko en Euphorbia poissonii in Nigeria.
Resiniferatoxine ("RTX") is een factor 1000 heter dan capsaïcine (de stof die pepers heet maakt) en zorgt dus voor een waarde van 16 miljard op de Scovilleschaal.